# Bomba d'èmbol

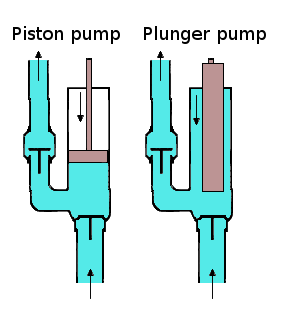
Bomba de pistó en comparació amb la bomba d'èmbol

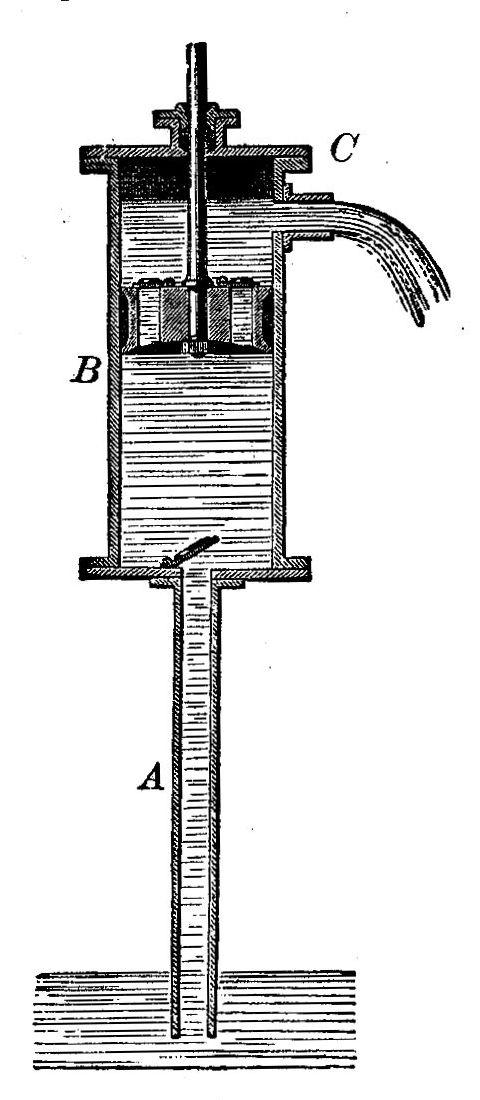
Bomba d'elevació

Una bomba d'èmbol és un tipus de bomba de desplaçament positiva on el tancament d'alta pressió correspon al pistó. Les bombes de pistó es poden emprar per moure líquids o comprimir gasos. Poden operar a través d'una àmplia gamma de pressions. Es pot obtenir un funcionament d'alta pressió sense un fort efecte sobre el cabal. Les bombes de pistó també poden tractar medis viscosos i medis que contenen partícules sòlides. Aquest tipus de bomba funciona a través d'una cúpula de pistó, un mecanisme d'oscil·lació on els moviments descendents provoquen diferencials de pressió, omplint les cambres de la bomba, on el moviment ascendent força el líquid de la bomba per al seu ús. Les bombes d'èmbols s'utilitzen sovint en escenaris que requereixen pressió elevada i constant i en sistemes de reg o subministrament d'aigua.

## Tipus
Els dos tipus principals de bombes d'èmbols són la bomba d'elevació i la bomba de força. Els dos tipus poden funcionar manualment o bé per mitjà d'un motor.

### Bomba d'elevació
En una bomba d'elevació, la carrera ascendent del pistó atrau aigua, a través d'una vàlvula, cap a la part inferior del cilindre. A la carrera ascendent, l'aigua passa a través de vàlvules instal·lades en el pistó cap a la part superior del cilindre. En la següent carrera ascendent, l'aigua es descarrega des de la part superior del cilindre a través d'un filtre.

### Bomba de força

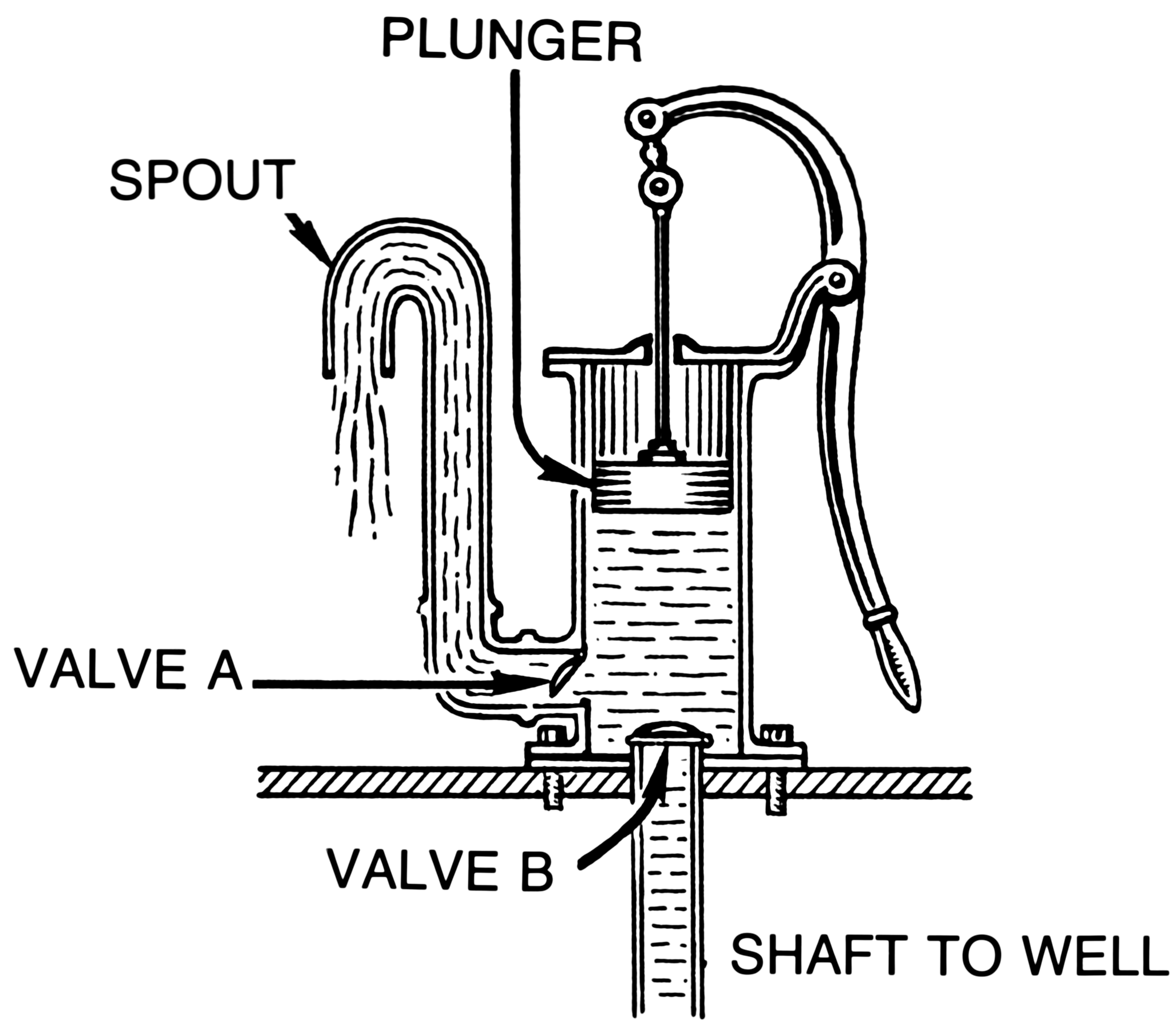
Bomba de força

En una bomba de força, la carrera ascendent del pistó atrau aigua, a través d'una vàlvula d'entrada, cap al cilindre. A la carrera descendent, l'aigua es descarrega a través d'una vàlvula de sortida, al tub de sortida.

### Altres
- Bomba de pistó axial
- Bomba de pistó radial